# 缘拟泽蛭
缘拟泽蛭（学名：Hemiclepsis marginata）为舌蛭科拟扁蛭属的动物，俗名鲤蛭、鳖蛭。分布于欧洲、印度、克什米尔群岛、俄罗斯、日本以及中国大陆的黑龙江、吉林、辽宁、内蒙古、河北、北京、山东、江苏、浙江、江西、安徽、湖北、湖南、贵州、西藏等地，可营寄生生活，一般栖息于湖沼、池塘及河川，平时停留在水草或其它物体上，如鲤、鲫、鲶的体表和鳍上，也有寄生于黾、蚌体上。该物种的模式产地在欧洲。